# Чарские пески
Ча́рские пески́ — урочище, представляющее собой песчаный массив, в Каларском районе Забайкальского края.
Находится в Чарской котловине, в предгорьях хребта Кодар, в 9 километрах к юго-западу от села Чара, между долинами рек Чара, Средний Сакукан и Верхний Сакукан. В 9 километрах к юго-востоку находится станция БАМ Новая Чара. Массив является геологическим памятником природы геоморфологического типа федерального ранга и входит в состав национального парка «Кодар». Окружён лиственничной тайгой и болотами.
Массив вытянут с юго-запада на северо-восток на 9 км в направлении господствующих ветров при ширине до 4 км и занимает площадь около 30 км². Ни в одной котловине Забайкалья нет столь крупных массивов сыпучих движущихся песков. Пески кварцевые, мелко- и среднезернистые, прекрасно окатанные, флювиогляциальные, плейстоценового времени образования, впоследствии переработанные ветром. Песчаные массы формируют гряды, барханы и цепи барханов, перемежаемые котловинами выдувания. Длина отдельных барханов 150—170 м, высота до 80 м. Крутые северо-восточные склоны имеют уклон до 32 градусов. Высшая точка Чарских Песков составляет 793 метра над уровнем моря.
Чарские пески внешне похожи на пустыни Средней Азии. Растительность немного отличается от таёжной. В понижениях имеются участки c лиственницами, ёрниками и влаголюбивым кедровым стлаником. На открытых местах бедная видами разреженная растительность. В северо-восточной части урочища расположены два небольших озера — Алёнушка и Таёжное.
С 2010 года Чарские пески входят в проект «7 чудес Забайкалья».

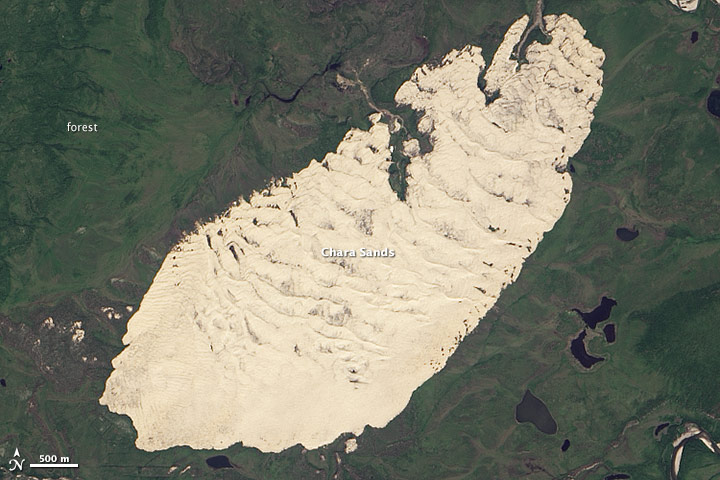
Чарские пески, вид со спутника